# Patrick Joseph Dalton
Patrick Joseph Dalton OSA (* 29. März 1909 in Abbeyfeale, Vereinigtes Königreich Großbritannien und Irland; † 29. November 1969) war ein irischer Ordensgeistlicher und römisch-katholischer Bischof von Yola.

## Leben
Patrick Joseph Dalton trat der Ordensgemeinschaft des Augustinerordens bei und empfing am 14. Juli 1935 das Sakrament der Priesterweihe. Papst Pius XII. bestellte ihn am 27. Oktober 1950 zum ersten Apostolischen Präfekten von Yola.
Am 2. Juli 1962 wurde Patrick Joseph Dalton infolge der Erhebung der Apostolischen Präfektur Yola zum Bistum erster Bischof von Yola. Der Apostolische Delegat für Zentral- und Westafrika, Erzbischof Sergio Pignedoli, spendete ihm am 29. September desselben Jahres die Bischofsweihe; Mitkonsekratoren waren der Erzbischof von Kaduna, John MacCarthy SMA, und der Bischof von Makurdi, James Hagan CSSp.
Dalton nahm an allen vier Sitzungsperioden des Zweiten Vatikanischen Konzils teil.